# 秦鸣雷
秦鳴雷（1518年—1593年），字子豫，號華峰，浙江台州府臨海縣城關人，軍籍。明朝政治人物，嘉靖甲辰狀元。隆慶間官至南京吏部尚書兼翰林學士。

## 生平
嘉靖二十二年（1543年），秦鳴雷舉浙江鄉試。嘉靖二十三年（1544年）會試聯捷，殿試高中第一甲第一名（狀元）。授翰林院修撰，參修《國史》和《會典》。嘉靖二十九年（1550年）升左春坊谕德，嘉靖三十一年（1552年）主乡试，晋南京国子监祭酒。嘉靖四十四年（1565年）主会试，取陈有年、王一鹗、王锡爵等，后皆成為知名公卿、宰輔，嘉靖四十五年（1566年）改任南京吏部左侍郎，校《永乐大典》。隆庆五年（1571年）官至南京吏部尚书兼翰林学士。万历元年（1573年）正月十八日，兵科给事中赵思诚上疏弹劾秦鸣雷“只知嗜酒、不顾廉节”，疏下吏部，遂令其致仕。居家二十年。万历二十一年（1593年）卒，葬於临海东乡两头门。

## 軼事
傳聞殿試後，狀元原取吳情，但其名不為明世宗所喜，並曰“無情岂宜居第一？”，且许多地方正值大旱，加上世宗夢見雷聲，因此“睹其名大喜”，遂亲擢秦鸣雷为第一。

## 著作
著有《谈資》、《倚云楼稿》、《清风亭》等。

## 墓葬
- 秦鳴雷墓[2]
- 秦鳴雷狀元第

## 家族
曾祖秦宗傅。祖父秦彦彬，封行人司司副，贈刑部郎中。父秦文，布政司左参政，生父秦禮，按察司僉事。母姚氏，封宜人；继母楊氏。慈侍下。兄秦鳴春，贡士；秦鳴夏，右春坊右中允兼翰林院修撰；秦鳴秋。弟秦鳴冬。